# شانتال ميلارد
شانتال ميلارد (بالفرنسية: Chantal Maillard)‏ (1951، بروكسل في بلجيكا)؛ فيلسوفة، أستاذة جامعية، مترجمة، كاتِبة وشاعرة بلجيكية-إسبانية.